# World Championship Tennis 1983
Il World Championship Tennis 1983 è stata una serie di tornei di tennis, rivale del Volvo Grand Prix 1983. 
È stato organizzata dalla World Championship Tennis (WCT). È iniziato il 4 gennaio con il Masters Doubles WCT ed è terminato il 7 maggio con la finale del WCT Tournament of Champions.

## Calendario

### Legenda
| WCT Finals     |
| Serie regolare |

### Gennaio
| Settimana | Torneo                                                    | Vincitore                                    | Finalista                    | Semifinalisti | Eliminati ai quarti |
| --------- | --------------------------------------------------------- | -------------------------------------------- | ---------------------------- | ------------- | ------------------- |
| 3 gennaio | Masters Doubles WCT 1983 Birmingham, Gran Bretagna Doppio | Heinz Günthardt Balázs Taróczy 6–3, 7–5, 7–6 | Brian Gottfried Raúl Ramírez |               |                     |

### Febbraio
| Settimana   | Torneo | Vincitore                        | Finalista                    | Semifinalisti                | Eliminati ai quarti                                    |
| ----------- | --- | -------------------------------- | ---------------------------- | ---------------------------- | ------------------------------------------------------ |
| 7 febbraio  | Richmond WCT 1983 Richmond, Stati Uniti Serie regolari 300 000 $ - Sintetico indoor - 32S/16D Singolare - Doppio   | Guillermo Vilas 6-3 7-5 6-4      | Steve Denton                 | Eliot Teltscher Kevin Curren | Roscoe Tanner Bill Scanlon Jeff Borowiak Brian Teacher |
| 7 febbraio  | Richmond WCT 1983 Richmond, Stati Uniti Serie regolari 300 000 $ - Sintetico indoor - 32S/16D Singolare - Doppio   | Pavel Složil Tomáš Šmíd 6–2, 6–4 | Fritz Buehning Brian Teacher | Eliot Teltscher Kevin Curren | Roscoe Tanner Bill Scanlon Jeff Borowiak Brian Teacher |
| 21 febbraio | Delray Beach WCT 1983 Delray Beach, Stati Uniti Serie regolari 300 000 $- Terra rossa - 32S/16D Singolare - Doppio | Guillermo Vilas 6-1 6-4 6-0      | Pavel Složil                 | Eddie Dibbs Tomáš Šmíd       | Henrik Sundström Eric Fromm Johan Kriek Cássio Motta   |
| 21 febbraio | Delray Beach WCT 1983 Delray Beach, Stati Uniti Serie regolari 300 000 $- Terra rossa - 32S/16D Singolare - Doppio | Pavel Složil Tomáš Šmíd 7–6, 6–4 | Anand Amritraj Johan Kriek   | Eddie Dibbs Tomáš Šmíd       | Henrik Sundström Eric Fromm Johan Kriek Cássio Motta   |

### Marzo
| Settimana | Torneo | Vincitore                               | Finalista                      | Semifinalisti               | Eliminati ai quarti                                             |
| --------- | --- | --------------------------------------- | ------------------------------ | --------------------------- | --------------------------------------------------------------- |
| 14 marzo  | Munich WCT 1983 Monaco di Baviera, Germania Serie regolari 300 000 $ - Sintetico indoor - 32S/16D Singolare - Doppio | Brian Teacher 1-6 6-4 6-2               | Mark Dickson                   | Wojciech Fibak Bill Scanlon | Ramesh Krishnan Vitas Gerulaitis Shlomo Glickstein Kevin Curren |
| 14 marzo  | Munich WCT 1983 Monaco di Baviera, Germania Serie regolari 300 000 $ - Sintetico indoor - 32S/16D Singolare - Doppio | Kevin Curren Steve Denton 7–5, 2–6, 6–1 | Heinz Günthardt Balázs Taróczy | Wojciech Fibak Bill Scanlon | Ramesh Krishnan Vitas Gerulaitis Shlomo Glickstein Kevin Curren |

### Aprile
| Settimana | Torneo                                                                             | Vincitore                               | Finalista               | Semifinalisti                 | Eliminati ai quarti                                   |
| --------- | ---------------------------------------------------------------------------------- | --------------------------------------- | ----------------------- | ----------------------------- | ----------------------------------------------------- |
| 4 aprile  | Houston Open 1983 Houston, USA Terra rossa - 300 000 $ Singolare - Doppio          | Ivan Lendl 6-2 6-0 6-3                  | Paul McNamee            | Bill Scanlon Mark Dickson     | Henri Leconte Sammy Giammalva Steve Denton Tomáš Šmíd |
| 4 aprile  | Houston Open 1983 Houston, USA Terra rossa - 300 000 $ Singolare - Doppio          | Kevin Curren Steve Denton 7-5, 2-6, 6-1 | Mark Dickson Tomáš Šmíd | Bill Scanlon Mark Dickson     | Henri Leconte Sammy Giammalva Steve Denton Tomáš Šmíd |
| 12 aprile | WCT Spring Finals 1983 Hilton Head, Stati Uniti Terra rossa - 250 000 $ Singolare  | Ivan Lendl 6-2 6-1 6-0                  | Guillermo Vilas         | Brian Teacher Tomáš Šmíd      | Mark Dickson Steve Denton Bill Scanlon Paul McNamee   |
| 26 aprile | WCT Finals 1983 Dallas, USA WCT Finals Sintetico indoor - 300 000 $ - 8S Singolare | John McEnroe 6–2, 4–6, 6–3, 6–7, 7–6    | Ivan Lendl              | Bill Scanlon Vitas Gerulaitis | Steve Denton Kevin Curren Guillermo Vilas Tomáš Šmíd  |

### Maggio
| Settimana | Torneo                                                                                        | Vincitore                               | Finalista                 | Semifinalisti               | Eliminati ai quarti                                |
| --------- | --------------------------------------------------------------------------------------------- | --------------------------------------- | ------------------------- | --------------------------- | -------------------------------------------------- |
| 1º maggio | WCT Tournament of Champions 1983 Forest Hills, USA Terra rossa - 500 000 $ Singolare - Doppio | John McEnroe 6-3 7-5                    | Vitas Gerulaitis          | Johan Kriek Guillermo Vilas | Henri Leconte Brad Gilbert Paul McNamee Tomáš Šmíd |
| 1º maggio | WCT Tournament of Champions 1983 Forest Hills, USA Terra rossa - 500 000 $ Singolare - Doppio | Tracy Delatte Johan Kriek 6–7, 7–5, 6–3 | Kevin Curren Steve Denton | Johan Kriek Guillermo Vilas | Henri Leconte Brad Gilbert Paul McNamee Tomáš Šmíd |

### Giugno
Nessun evento

### Luglio
Nessun evento

### Agosto
Nessun evento

### Settembre
Nessun evento

### Ottobre
Nessun evento

### Novembre
Nessun evento

### Dicembre
Nessun evento